# فرودگاه بین‌المللی واترتاون
فرودگاه بین‌المللی واترتاون  (به انگلیسی: Watertown International Airport) یک فرودگاه همگانی با کد یاتا ART است که یک باند فرود آسفالت دارد و طول باند آن ۱۵۲۴ متر است. این فرودگاه در کشور ایالات متحده آمریکا قرار دارد و در ارتفاع ۹۹٫۱ متری از سطح دریا واقع شده است.